# AtPol
AtPol (z ang. Atlas of Poland) – siatka geometrycznych pól podstawowych o kształcie kwadratów pozwalająca na przedstawienie za pomocą metody kartogramu rozmieszczenia zjawisk w granicach Polski (lub jej fragmentów). W praktyce stosowana głównie przez geobotaników do gromadzenia danych i prezentacji rozmieszczenia roślin. Metoda wykorzystana została m.in. w „Atlasie rozmieszczenia roślin naczyniowych w Polsce” (red. Adam Zając i Maria Zając 2001).
Siatka została opracowana i jest udostępniana przez Instytut Botaniki Uniwersytetu Jagiellońskiego w Krakowie. Kartogram stanowi siatkę pól podstawowych o rozmiarach 10×10 km, które zebrane są w większe kwadraty o rozmiarach 100×100 km. W sumie w granicach Polski znajduje się (przynajmniej częściowo) 3646 podstawowych pól kartogramu. Algorytm używany do konwersji współrzędnych geograficznych na siatkę (i odwrotnie) nie został podany do publicznej wiadomości przez autorów, co przez wiele lat sprawiało trudności i zmuszało do korzystania z liniowej interpolacji współrzędnych. W 2016 roku odwzorowanie siatki zostało niezależnie opracowane matematycznie i było dalej walidowane numerycznie. 16 października 2017 twórca siatki potwierdził zgodność niezależnie opracowanego algorytmu z oryginalną siatką, rekomendując jednocześnie użycie systemu odniesienia WGS 84 (niektóre źródła podawały, jako bardziej zgodny z pierwotnymi mapami, system odniesienia Pułkowo 1942).